# Pelvicachromis
Pelvicachromis és un gènere de peixos de la família dels cíclids i de l'ordre dels perciformes.

## Distribució geogràfica
És endèmic de l'Àfrica Occidental.

## Taxonomia
- Pelvicachromis humilis (Boulenger, 1916)
- Pelvicachromis pulcher (Boulenger, 1901)[4]
- Pelvicachromis roloffi (Thys van den Audenaerde, 1968)
- Pelvicachromis rubrolabiatus (Lamboj, 2004)[5]
- Pelvicachromis signatus (Lamboj, 2004)[5]
- Pelvicachromis subocellatus (Günther, 1872)[6]
- Pelvicachromis taeniatus (Boulenger, 1901)[4][7][8][9]